# Царина (гурт)

На малій сцені Трипільського кола, 2011 рік

Гурт «Царина» — фольклорний колектив із Києва у складі семи вокалістів та музикантів (скрипка, фіддл, басоля, бубон).

## Гурт
Цей київський колектив можна почути на місцевих фестивалях етнокультури, на гуляннях у народні свята. Дівчата і хлопці дотримуються народних традицій у строї, сценічних образах, музиці та манері співу. Репертуар добирають у фольклорних експедиціях безпосередньо від літніх людей і стараються подати в автентичному вигляді, без обробки. З 2009 року Царина працює з матеріалами поїздки на Чернігівщину, Сумщину. Зокрема, в селі Баба була записана ця лірична пісня.
У своїх виступах Царина не обмежується співом, але залучає своїх слухачів до танців. Гурт бере участь у майстер-класах народного танцю, що проводяться в Музеї Івана Гончара.
На сторінці «Царини» в мережі facebook висловлюється подяка керівникам гурту «Божичі» за підтримку та сприяння творчому розвитку.

## Склад
- Віталія Базилевич — художній керівник
- Анастасія Кандиріна (учасниця гуртів «Цінькоторечки», «Рун», проєкту «Деруни»)
- Вероніка Бабченко
- Михайло Качалов (учасник гуртів «Хорея Козацька», «Бурдон», «Буття», «Топороркестра» та ін.)
- Олеся Пилипенко
- Сергій Каденко (учасник гуртів «ДЗД», «Рун», проекту «Деруни»)
- Уляна Альошкіна

## Фестивалі
- «Трипільське коло» (Ржищів)[2]
- «Жнива 2011 — Весілля» (Пирогів)[3]